# Ricardo Sanz
Ricardo Sanz García, Ricard Sanz i García en catalan, né à Canals (Communauté valencienne, Espagne) le 5 novembre 1898 et mort à Toulouse (Haute-Garonne) le 25 octobre 1986, est un militant anarcho-syndicaliste, combattant antifranquiste et écrivain espagnol, membre de la Confédération nationale du travail.
En octobre 1922 à Barcelone, avec Buenaventura Durruti, Francisco Ascaso et Juan García Oliver, il fonde le « groupe d'action » Los Solidarios.
Il est connu pour avoir, pendant la Guerre d'Espagne remplacé Durruti à la tête de la Colonne Durruti.
Il est l'auteur de plusieurs ouvrages sur l'anarchisme et la Révolution sociale espagnole de 1936.

## Biographie

### Jeunesse
Fils de paysans, il a commencé à travailler à 12 ans dans une minoterie. En 1914, à l’âge de 16 ans, il part habiter à Barcelone, dans le quartier de Poblenou où il adhère au syndicat CNT alors qu'il travaille dans une fabrique de teinture textile. Bon orateur, il a participé à différents meetings et campagnes de son syndicat. Ami de Pau Sabater alias « El Tero », camarade du même syndicat au quartier de Poblenou à la teinturie "Canilla" qui sera assassiné par les assassins des patrons. Il a fait partie du comité de grève de "La Canadiense" en 1919. En octobre 1922 il participait à la création du groupe anarchiste "Los Solidarios", avec Buenaventura Durruti et Juan García Oliver, entre autres.
Le coup d'État de Miguel Primo de Rivera le surprend à Saragosse durant la réunion du comité local. Il propose alors de réaliser un attentat contre le train qui devait transporter le dictateur de Barcelone à Madrid, mais le plan échoua. En 1925, il fut incarcéré pour la première fois et en 1930, il fut nommé président du Syndicat de la Construction. Il a participé à la conférence de la CRTC le 31 mai 1931 à Barcelone, au troisième Congrès de la CNT le 11 juin à Madrid. En 1932, il est élu vice-secrétaire national de la CNT, et jusqu'en 1936 il a maintenu un intense travail de propagande dans toute l'Espagne. 
Malgré sa participation aux groupes d'action « Los Solidarios » et « Nosotros » et bien qu'il ait combattu dans des comités anarchistes depuis 1920, il se considérait comme très proche des théoriciens Isaac Puente Amestoy et Ángel Pestaña.

### Guerre civile espagnole et exil
Le 19 juillet 1936, alors qu'éclate la guerre civile espagnole, il prend les armes pour lutter contre le soulèvement de l'armée, puis est nommé inspecteur général des fronts de Catalogne et d'Aragon à la mort de Buenaventura Durruti, chef de la 26e division de la 120e brigade mixte. La guerre finie, il s'exile en France lors de la Retirada, est interné au camp de Vernet en Ariège, et plus tard avec Antonio Ortiz en Algérie. Libéré grâce à l'occupation de l'Afrique du Nord par les Alliés, il travaille comme boulanger. Ensuite il reste en France jusqu'en 1979, et revient ensuite en Espagne.

## Œuvres
- Ruta de Titanes (1933).
- Francisco Ascaso y Buenaventura Durruti (1946).
- El Sindicalismo y la Política. Los Solidarios y Nosotros (1966)
- Porqué perdimos la guerra (1968).
- Los que fuimos a Madrid. Columna Durruti, 26ª. División (1969)
- El Sindicalismo Español antes de la guerra civil (1976)
- La Política y el Sindicalismo (1978)
- Figuras de la Revolución Española (1979)
- Bibliographie complète sur worldcat.